# Burzaco
Burzaco est une localité dans la province de Buenos Aires, en Argentine. C'est la localité la plus peuplée du partido d'Almirante Brown.

## Géographie
Burzaco est une banlieue de l'agglomération du Grand Buenos Aires qui se situe à 25 km au sud du centre-ville, et est adjacente à Adrogué, chef-lieu du partido. Le territoire de Burzaco partage une frontière avec le partido d'Esteban Echeverría. L'Arroyo del Rey ainsi qu'un de ses affluents traversent le centre-ouest de Burzaco.

### Transports
La localité est reliée à Buenos Aires par la route provinciale 210, la route provinciale 16 et par la ligne de chemin de fer Roca (ligne Constitución-Mar del Plata-Miramar). La route provinciale 4 permet aussi à Burzaco de communiquer avec la banlieue sud-est de Buenos Aires et la ville de San Justo.

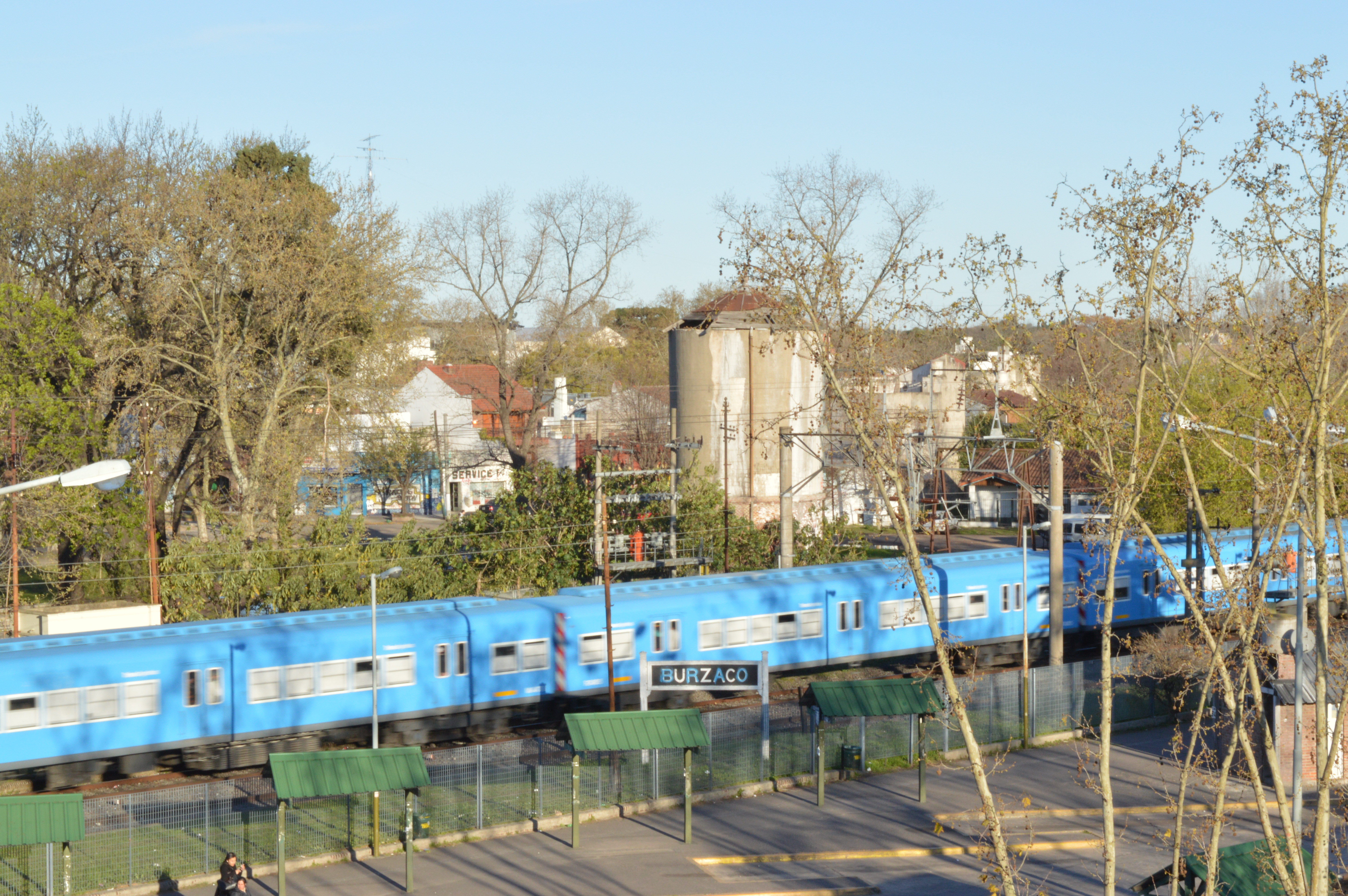
Gare de Burzaco

## Toponymie
Le nom Burzaco vient du nom des frères Eugenio et Francisco Burzaco, propriétaires terriens ayant fait don de terres pour la création de la gare.

## Histoire
Avant l'arrivée du train, Burzaco était un territoire très rural, où l'on trouvait des laiteries et des plantations fruitières. Lors de la création de la ligne Roca, les propriétaires terriens de Burzaco ont fait don de terrain pour la création du chemin de fer, notamment les frères Eugenio et Francisco Burzaco, qui donnèrent les terres nécessaires à la création de la gare de Burzaco. Ainsi, la date de fondation de la localité fut fixée au passage (et arrêt à Burzaco) du premier train à circuler sur la nouvelle ligne ferroviaire, c'est-à-dire le 14 août 1865. Le 5 juin 1888 se produisit le tremblement de terre de 1888 du Río de la Plata. La localité vit aussi la création de la Place General Manuel Belgrano en 1901, qui accueillera le premier Monument au Drapeau d'Argentine. Burzaco est déclarée ville le 27 janvier 1965.

## Population et société
Burzaco comptait 98 859 habitants en 2010, représentant une forte augmentation par rapport à sa population de 86 113 habitants en 2001. Cette évolution est due à sa proximité à Buenos Aires, favorisant la périurbanisation. La localité dispose d'une délégation municipale, représentée par Andrea Capasso.
On trouve vingt écoles maternelles, quatorze écoles primaires et vingt-trois établissements d'enseignement secondaire à Burzaco. Elle possédait une université, créée en 1935, qui a été remplacée par l'UNAB (Université Nationale d'Almirante Brown). Il y a plusieurs établissements de santé sur le territoire de Burzaco, dont une clinique privée.

### Cultes
On y trouve aussi trois églises (Burzaco étant divisé en trois paroisses : Inmaculada Concepción, San Cayetano, Santos Pedro y Pablo) et trois chapelles catholiques, ainsi qu'une  église évangélique.

## Économie
On trouve à Burzaco et sur la localité voisine de Longchamps le parc industriel d'Almirante Brown, prenant près d'un tiers du territoire de la localité.

## Sports
Il y a plusieurs clubs sportifs à Burzaco : le Club Social y Deportivo San Martín, spécialisé dans le football, le Club Pucará et le club San Albano, plus spécialisés dans le hockey et le rugby. On trouve aussi d'autres clubs sociaux sur le territoire burzaquense.

## Culture et loisirs
Plusieurs bibliothèques sont localisées sur le territoire de Burzaco, la plus ancienne a été créée en 1916. On trouve aussi un musée, le Musée Claudio León Sempere. La localité dispose aussi d'un centre d'Art et de Culture, aménagé dans un ancien cinéma.

## Lieux et monuments
- Église de l'Inmaculada Concepción (Immaculée Conception), construite en 1905.
- Place General Manuel Belgrano, au centre de la localité, où l'on trouve le premier Monument au Drapeau d'Argentine, commencé en 1938, et inauguré le 25 juillet 1943, 5 ans plus tard, classé monument historique national.
- Quinta Rocca, une villa au sud de Burzaco, proche de la nouvelle université Almirante Brown, ayant un grand jardin boisé.

## Personnalités
- Manuel Prado (1863-1932), écrivain ayant séjourné et écrit son livre Guerra al malón (1907) à Burzaco.
- Claudia Piñeiro (née en 1960), écrivaine et dramaturge.
- Joaquín Furriel (né en 1974), acteur.
- Héctor Enrique (né en 1962), footballeur.
- Gabriel Martirén (1866-1955), dit el vasco Sardina, ayant inventé la variante argentine de la pelote basque à Burzaco.
- Ramiro Enrique (2001-), footballeur.